# سورة الشعراء

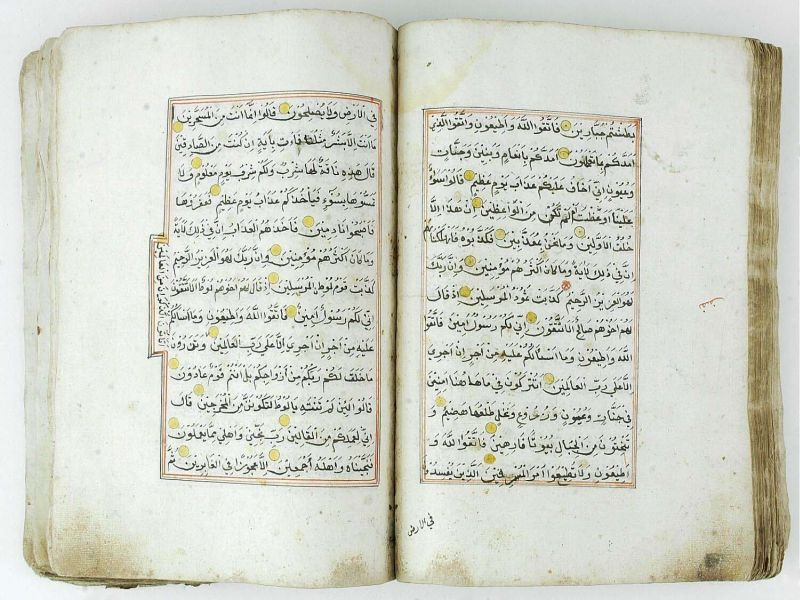
مصحف مخطوط من أتشيه يرجع للقرن التاسع عشر الميلادي.

سورة الشُّعَرَاء سورة مكية، ماعدا الآية 197، ومن الآية 224 إلى آخر السورة فمدنية، من المثاني، آياتها 227، وترتيبها في المصحف 26، في الجزء التاسع عشر، نزلت بعد سورة الواقعة، بدأت بحروف مقطعة ﴿طسم ۝١﴾. سميت بسورة الشعراء لورود الآيات ﴿وَالشُّعَرَاءُ يَتَّبِعُهُمُ الْغَاوُونَ ۝٢٢٤ أَلَمْ تَرَ أَنَّهُمْ فِي كُلِّ وَادٍ يَهِيمُونَ ۝٢٢٥ وَأَنَّهُمْ يَقُولُونَ مَا لَا يَفْعَلُونَ ۝٢٢٦﴾ [الشعراء:224–226].

## أسباب النزول
- نزلت على الرسول ﷺ عندما حزن على عدم إيمان قومه ﴿لَعَلَّكَ بَاخِعٌ نَفْسَكَ أَلَّا يَكُونُوا مُؤْمِنِينَ ۝٣﴾ [الشعراء:3].
- ردا على المشركين بعدم نبوة محمد ﷺ.
- تبيين أن رسالة الأنبياء واحدة، حيث أخبر الله أن الأنبياء نوح وهود وصالح ولوط وشعيب قالوا في مواضع متفرقة من السورة: ﴿إِذْ قَالَ لَهُمْ أَخُوهُمْ نُوحٌ أَلَا تَتَّقُونَ ۝١٠٦ إِنِّي لَكُمْ رَسُولٌ أَمِينٌ ۝١٠٧ فَاتَّقُوا اللَّهَ وَأَطِيعُونِ ۝١٠٨ وَمَا أَسْأَلُكُمْ عَلَيْهِ مِنْ أَجْرٍ إِنْ أَجْرِيَ إِلَّا عَلَى رَبِّ الْعَالَمِينَ ۝١٠٩ فَاتَّقُوا اللَّهَ وَأَطِيعُونِ ۝١١٠﴾ [الشعراء:106–110].

وضح سيد قطب أن السورة نزلت كي يطمئن قلب الرسول ﷺ لما اتهموه من الشعر والسحر والجنون، لذا كانت سورة الشعراء لتؤكد أن الرسول ﷺ ليس بشاعر ولا مجنون ولا ساحر لأن الشعراء يتبعهم الغاوون وأنهم يقولون مالا يفعلون وهذه ليست من صفات الرسول ﷺ وأتبع الله تعالى الآيتين باستثناء للذين آمنوا وعملوا الصالحات وأن الله تعالى حينما ذكرها كان يوجه التوبيخ لكفار قريش وهم من رموا الرسول ﷺ بتلك الاتهامات الباطلة.

## القصص المذكورة
1. قصة موسى  مع السحرة.
2. قصة إبراهيم  مع قومه.
3. قصة نوح  مع قومه.
4. قصة هود  مع قومه.
5. قصة صالح  مع قومه.
6. قصة لوط  مع قومه.
7. قصة شعيب  مع قومه.

## معلومات أخرى

### الإعلام في السورة
تتحدث السورة بشكل أو بآخر عن الإعلام والشعراء الذين هم رمز الإعلام خاصة في عصر النبي. كان شعراء الإسلام وسيلة تأثير هامّة في المجتمع آنذاك خاصة أن العرب كانوا أهل شعر وفصاحة فكانت هذه الوسيلة تخاطب عقولهم بطريقة خاصة. فتحدثت السورة في نهايتها عن الشعراء الذين يستخدمون شعرهم في الغواية والشعراء الذين يستخدمون شعرهم في الهداية.

### موقف للرسول مع السورة
عن عائشة؛ قالت: «لما نزلت: ﴿وَأَنْذِرْ عَشِيرَتَكَ الْأَقْرَبِينَ ۝٢١٤﴾ [الشعراء:214] قام رسول الله ﷺ على الصفا فقال: يا فاطمة بنت محمد، يا صفية بنت عبد المطلب، يا بني عبد المطلب، لا أملك لكم من الله شيئا. سلوني من مالي ما شئتم».

### الآيات المدنية
الآيات 197، 224، 225، 226، و227 هي آيات مدنية.

### الطواسين
الشعراء من الطواسين، التي تبدأ بـ ﴿طسم ۝١﴾، وهي سور الشعراء، النمل والقصص.

## وصلات خارجية
- سورة الشعراء: تجويد - تفسير - موقع Altafsir.com